# Hermann Nitz
Max Hermann Nitz (geboren 27. November 1881 in St. Wendel; gestorben 1965) war ein deutscher Buchbinder.

## Leben
Max Hermann Nitz wurde am 27. November 1881 in St. Wendel geboren. Er war Schüler von Paul Adam und Paul Kersten. 1912 wurde er als Kunstbuchbinder auf Empfehlung von Paul Kersten bei Lüderitz & Bauer, Buchgewerbe Berlin eingestellt. Da hier keine Handbindeabteilung gegründet wurde, verlässt Nitz Berlin und arbeitet ab Frühjahr 1913 bei Spamer in Leipzig und schafft deren Kunsteinbände für die Bugra 1914. Weiterhin war er als Kunstbuchbinder in den Handbindeabteilungen der Großbuchbinderei Hübel und Denck in Leipzig tätig, später war er in Berlin selbst als Großbuchbinder aktiv.
Er war Mitglied des Jakob-Krauße-Bunds und der Meister der Einbandkunst (MDE).
Er wollte die Qualitäten des Handeinbandes mit Hilfe von Maschinen für größere Auflagen nutzen. Er veröffentlichte unter anderem 1923 in Über einen neuen Einband-Typ über den Kombinationseinband. Er versuchte, industrielle Werkstoffe, Arbeitsabläufe und Innovationen auf den künstlerischen Handeinband zu übertragen. Da sich dies schwer mit der etablierten Kunstbuchbinderei vereinbaren ließ, führte dies zu Differenzen mit dem MDE, aus dem Nitz deshalb später austrat.

## Schriften
- Hermann Nitz: Über einen neuen Einband-Typ. Spamer, Leipzig 1923.